# Brachyglene privata
Brachyglene privata är en fjärilsart som beskrevs av Walker 1864. Brachyglene privata ingår i släktet Brachyglene och familjen tandspinnare. Inga underarter finns listade i Catalogue of Life.